# Gornji Kremen
Gornji Kremen – wieś w Chorwacji, w żupanii karlowackiej, w mieście Slunj. W 2011 roku liczyła 65 mieszkańców.